# Edward Clark (Unternehmer)

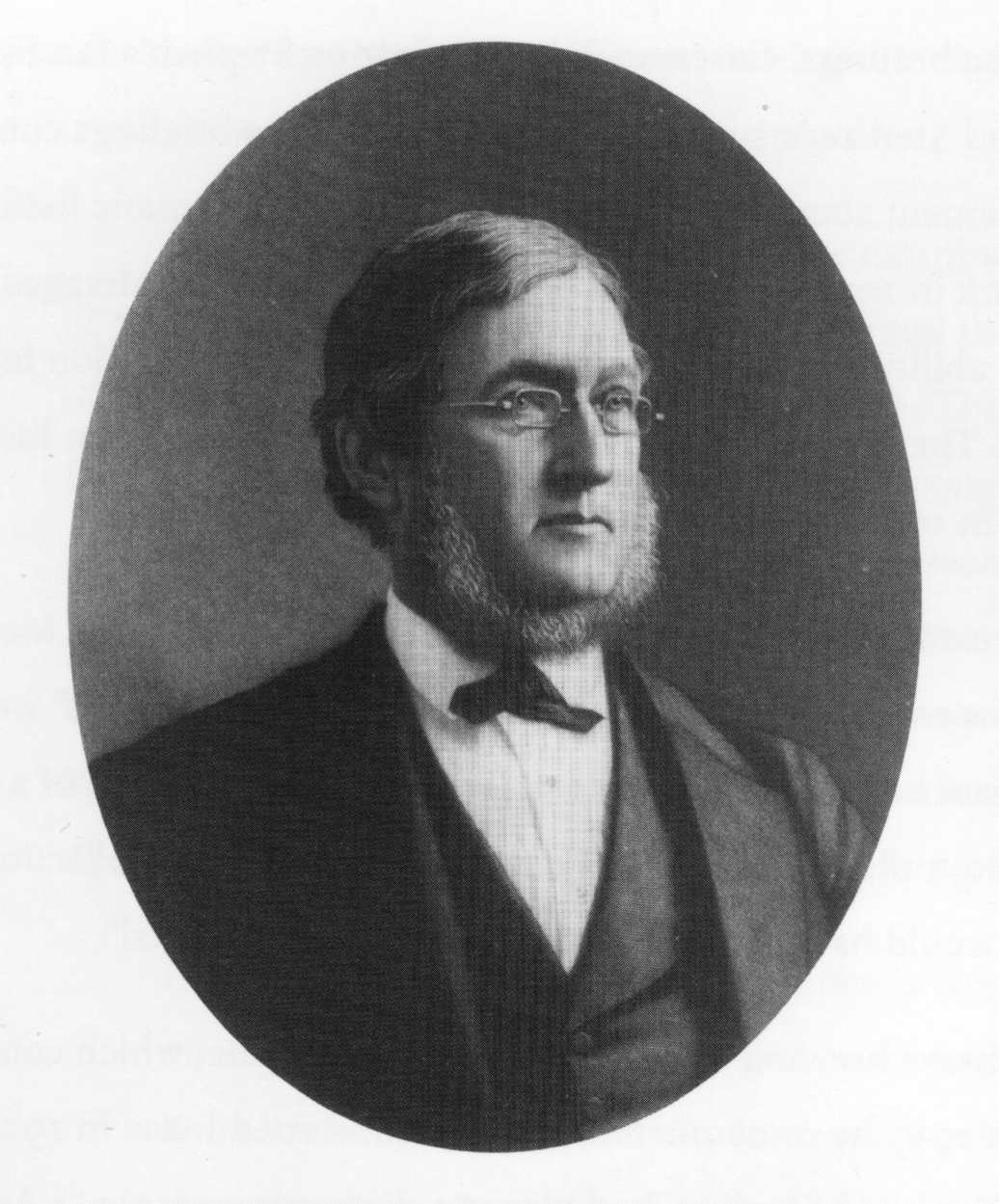
Edward Clark um 1850

Edward Clark (* 19. Dezember 1811 in Athens im US-Bundesstaat New York; † 14. Oktober 1882) war ein amerikanischer Rechtsanwalt, Unternehmer und Mäzen. Er war Mitbegründer des Singer-Nähmaschinenunternehmens und entwickelte 1856 den Ratenkaufplan, den Prototyp für Ratenzahlungsverkäufe.

## Leben

### Herkunft und Jugend
Edward Clark war der älteste von drei Söhnen von Nathan Clark (1787–1880) und Julia Nichols (1793–1873). Seine Brüder waren Nathan Henry Clark (1816–1817) und Nathan Clark, Jr. (1819–1892). Die Familie stammte ursprünglich aus England, bevor Samuel Clark (1615–1690) nach Amerika auswanderte und sich im heutigen Stamford niederließ.
Edward Clarks Vater hatte Töpfereien in Lyons und Mount Morris gegründet, welche Produkte unter dem Markennamen N. Clark & Co. vertrieb. Später übernahm sein Bruder Nathan Clark Jr. das Unternehmen.
Nach dem Besuch der Lenox Academy in Lenox im US-Bundesstaat Massachusetts wechselte Edward Clark zum Williams College in Williamstown.

### Anwalt
Nach Abschluss seines Jura-Studiums arbeitete er als Rechtsanwalt in der Kanzlei von Ambrose Latting Jordan in Hudson im US-Bundesstaat New York. 1834 eröffnete er seine eigene Kanzlei in Poughkeepsie. Am 21. Oktober 1835 heiratete er Caroline Jordan (1815–1874), die Tochter seines vorherigen Arbeitgebers. Zwei Jahre später gründeten Edward Clark und sein Schwiegervater Ambrose Jordan die gemeinsame Kanzlei Jordan, Clark & Company. Beide verlegten ihren Geschäftssitz 1838 nach New York City. 
1848 wurde Isaac Merritt Singer Klient der Kanzlei Jordan & Clark. Zunächst galt es die Patentrechte an seiner Maschine für Holz- und Metallbearbeitung zu klären. 1851 engagierte Singer Edward Clark im Rechtsstreit um das Patent für seine Nähmaschine. Singer hatte zwar ein eigenes Patent erhalten, benutzte jedoch für seine Maschine Bauteile, die sich Elias Howe hatte patentieren lassen. Der langandauernde Prozess endete mit einem Vergleich, wonach Howe lebenslang Patentgelder erhielt.

## Unternehmer

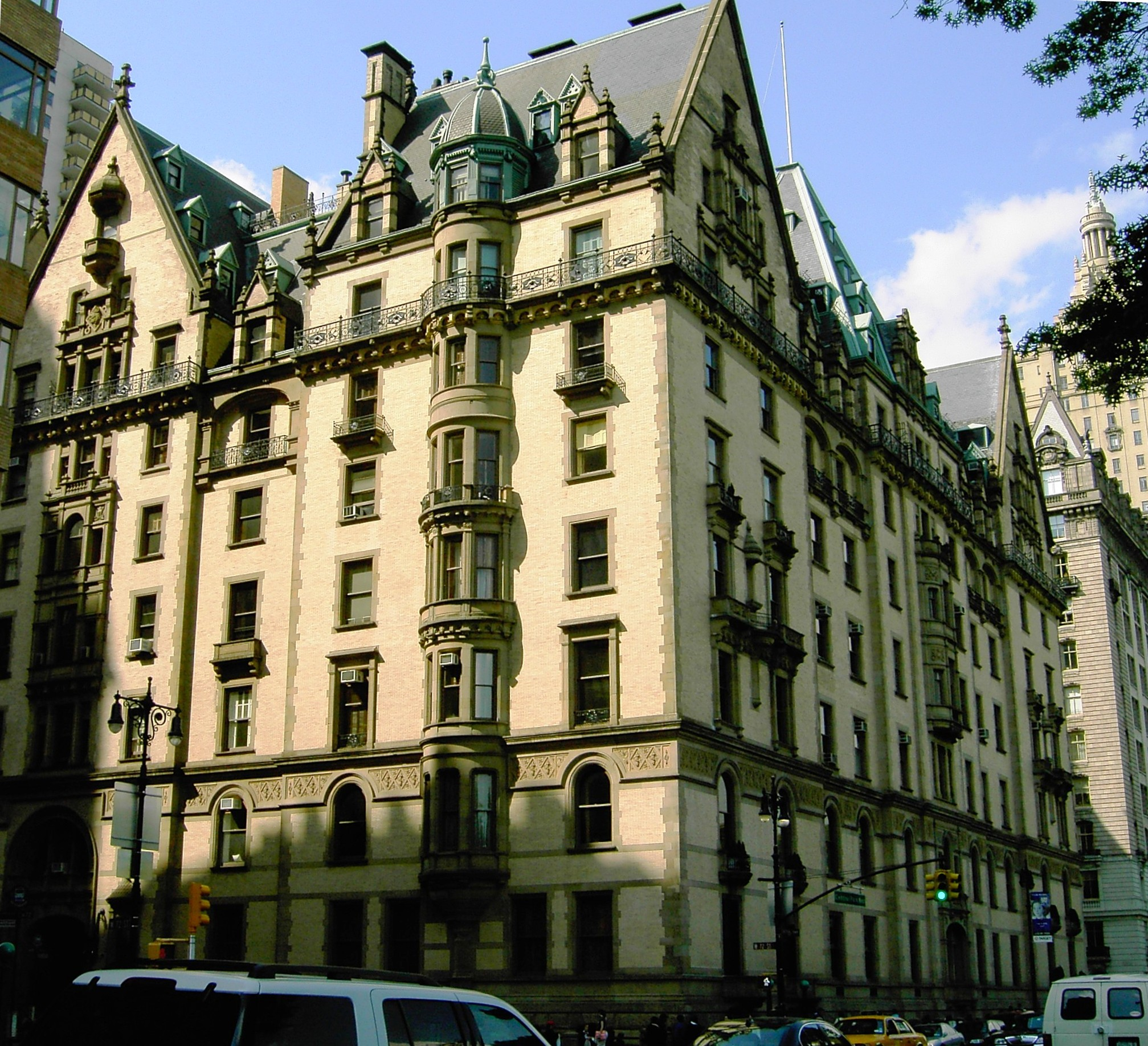
Dakota Building

Noch im gleichen Jahr 1851 gründeten Isaac Merritt Singer und Edward Clark die I.M. Singer and Company, die spätere Singer Manufacturing Company. Zunächst verfügten beide über 50 % der Firmenanteile und waren gleichberechtigte Präsidenten des Unternehmens, das bis 1855 zum größten Nähmaschinenproduzenten der Welt aufstieg. Edward Clark hatte mit der Einführung des Ratenzahlplans 1856 maßgeblichen Anteil an der erfolgreichen weiteren Entwicklung der Singer Manufacturing Company. Hierdurch konnten auch Personen mit geringem Einkommen eine Nähmaschine erwerben und die Produktionszahlen stiegen erheblich. Bedingt durch die unterschiedlichen Persönlichkeiten, lösten Singer und Clark am 6. Juni 1863 ihre Partnerschaft auf und entschieden, bis zum Tode einer der beiden, auf die Präsidentschaft der Firma zu verzichten. Bis zu Isaac Singers Tod 1875 war daher Inslee Hopper Präsident der Firma, bevor dann Edward Clark die alleinige Präsidentschaft übernahm. Von den zerstrittenen Singer-Erben kaufte Clark in der Folgezeit in erheblichen Umfang Aktien auf.
Bereits ab 1856 begann Edward Clark Immobilien zu erwerben. Neben Grundstücken im Geburtsort seiner Frau in Cooperstown erwarb er kontinuierlich Grundstücke in New York City. Im Oktober 1880 beauftragte er den Architekten Henry J. Hardenbergh mit dem Bau des Dakota-Building, welches jedoch erst nach seinem Tode fertiggestellt wurde.

## Mäzenatentum und Erbe

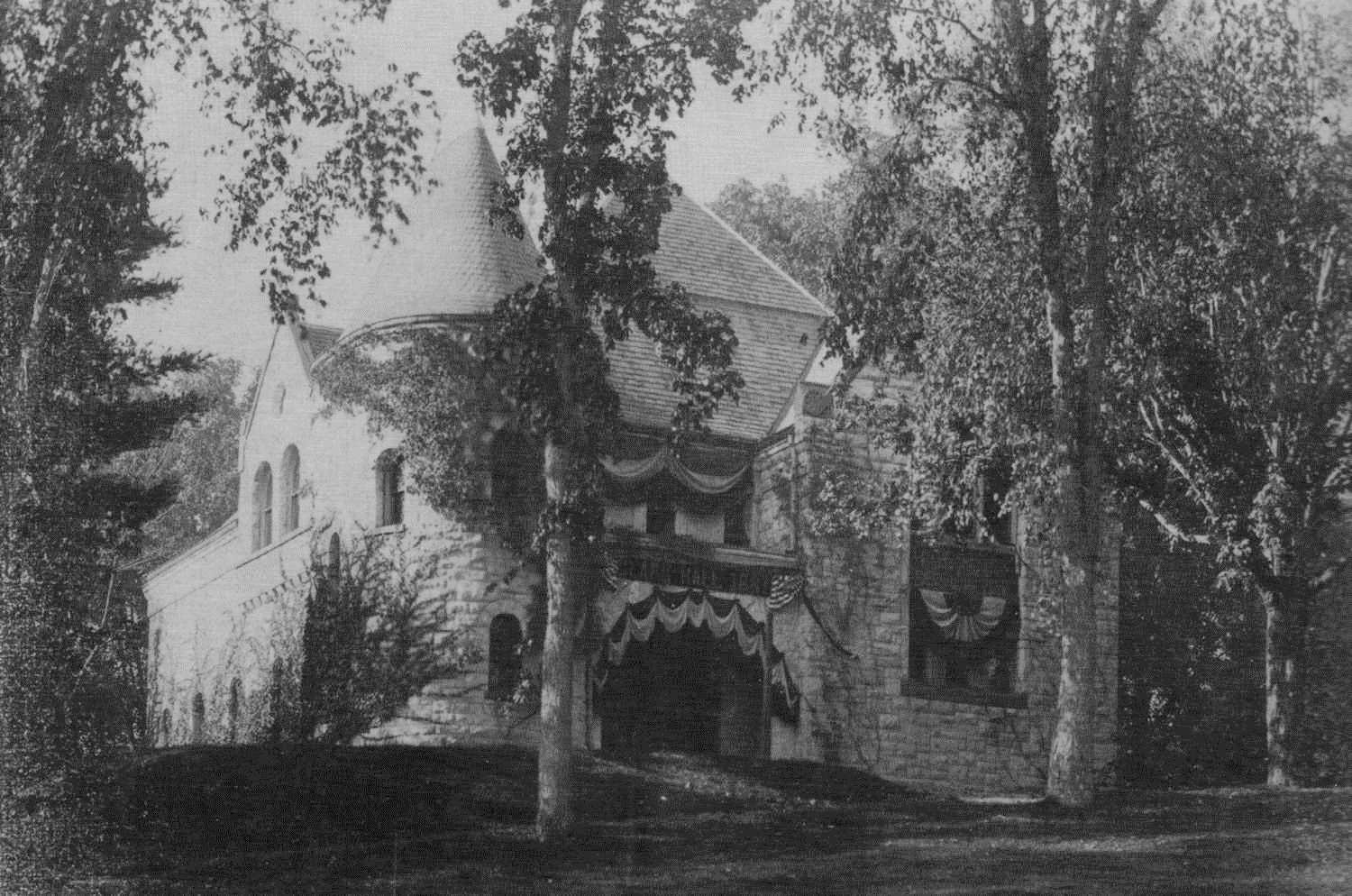
Clark Hall 1882

Bereits zu Lebzeiten ließ Edward Clark in Cooperstown ein Krankenhaus und den Kingfisher Tower errichten. Dieser Turm ist ein im Stil der Rheinromantik erbauter Aussichtspunkt im Otsego Lake. Seiner ehemaligen Universität, dem Williams College, stiftete er dem geologischen Institut 1880 die Clark Hall.
Edward und Caroline Clark hatten vier Kinder, von denen jedoch drei bereits vor ihrem Vater verstarben: Ambrose Jordan Clark (1836–1880), Edward Lorraine Clark (1838–1860), Julia Elise Clark (Jun.–Aug. 1841). Sein jüngster Sohn Alfred Corning Clark und dessen vier Söhne (Edward Severin Clark, Robert Sterling Clark, Frederick Ambrose Clark, Stephen Carlton Clark) erbten zusammen die damals beträchtliche Summe von 50 Millionen US-Dollar. Allein die Enkelkinder erbten jeweils einen kompletten Häuserblock in Manhattan. Alfred Corning Clark spendete 1888 für das damals elfjährige pianistische Wunderkind Józef Hofmann 50.000 US-$, um ihm eine umfassende pianistische Ausbildung bis zum 18. Lebensjahr zu ermöglichen.